# Lia 74
Lia (* 1. September 1987 in Bietigheim-Bissingen; bürgerlich Julia Jurewitsch) ist eine deutsche Produzentin und Rapperin mit ukrainischen Wurzeln aus Bietigheim-Bissingen bei Stuttgart.

## Biografie
Lia wuchs als Tochter eines Gitarristen und Sängers einer russisch-deutschen Band in Bietigheim-Bissingen bei Stuttgart auf. Mit 16 Jahren begann sie, ihre ersten Texte zu schreiben und diese zu rappen. Zuerst tat sie dies komplett auf Englisch, ehe sie zur deutschen Sprache überwechselte. Gemeinsam mit Kiddo nahm sie diese zuhause auf und stellte ihre Lieder im Internet zum Download ein. So entstand die EP Punchlinehagel und das Kollaboalbum Auf dem Weg nach oben mit Kiddo. Zur EP verteilte sie in der Stadt auch Promotions-CDs. So wurde das Independent-Label Jamberg Entertainment auf Lia aufmerksam. Dort steuerte sie erst einige Lieder zum Labelsampler Jamberg gibt dir Böses bei, ehe sie vom Label unter Vertrag genommen wurde. Danach war Lia vor allem auf Tonträger von anderen Rapkünstler zu hören. Im Jahr 2006 war sie wiederum auf dem Labelsampler Wenn die Jamberg Bombe über eure Köpfe rollt vertreten.
Im April 2008 erschien ihr Debütalbum Mit anderen Augen, auf welchem unter anderem Tua und Sprachtot vertreten waren. Dazu erschien die Videosingle Auf meine Art. Genau zwei Jahre später, im April 2010, folgte Lias zweites Soloalbum unter dem Titel Cosmopolia, welches über Newstyle erschien.

## Diskografie
- 2003: Punchlinehagel (EP)
- 2004: Auf dem Weg nach oben (Mixtape mit Kiddo)
- 2008: Mit anderen Augen
- 2010: Cosmopolia
- 2014: Action (EP) (hiphop.de Release)
- 2015: Flash (EP)